# Hansenium expansum
Hansenium expansum is een pissebed uit de familie Stenetriidae. De wetenschappelijke naam van de soort is voor het eerst geldig gepubliceerd in 2002 door Kensley & Schotte.